# Рузвельт, Франклин Делано
Фра́нклин Дела́но Ру́звельт (англ. Franklin Delano Roosevelt, английское произношение: [ˈfræŋklɪn ˈdɛlənoʊ ˈroʊzəˌvɛlt]; в англоязычной литературе также известен под инициалами FDR; 30 января 1882, Хайд-Парк, округ Датчесс, штат Нью-Йорк, США — 12 апреля 1945, Уорм-Спрингс, штат Джорджия, США) — американский государственный и политический деятель, 32-й президент США от Демократической партии с 1933 года до своей смерти в 1945 году. Единственный президент Соединённых Штатов, пробывший на этом посту более двух сроков. Его первые два срока были сосредоточены на борьбе с экономическими последствиями Великой депрессии. Преодолев их, на третьем и четвёртом сроках он руководил страной в период её участия во Второй мировой войне. Инициатор (1933) Нового курса.
Член семьи Делано и семьи Рузвельтов, после окончания университета Рузвельт начал заниматься юридической практикой в Нью-Йорке. Он был избран членом Сената штата Нью-Йорк с 1911 по 1913 год, а затем был помощником министра военно-морского флота при президенте Вудро Вильсоне во время Первой мировой войны. Рузвельт был соратником Джеймса Миддлтона Кокса по списку Демократической партии на президентских выборах в Соединённых Штатах в 1920 году, но Кокс проиграл кандидату от республиканцев Уоррену Гамалиэлю Хардингу. В 1921 году Рузвельт заболел паралитической болезнью, которая навсегда парализовала его ноги. Частично благодаря поддержке своей жены Элеоноры Рузвельт он вернулся на государственную должность в качестве губернатора Нью-Йорка с 1929 по 1933 год, во время которого продвигал программы по борьбе с Великой депрессией. На президентских выборах 1932 года Рузвельт с большим перевесом победил президента-республиканца Герберта Гувера.
В первые 100 дней своего президентства Рузвельт инициировал беспрецедентное федеральное законодательство и руководил федеральным правительством на протяжении большей части Великой депрессии, реализуя «Новый курс» в ответ на самый значительный экономический кризис в истории Америки. Он также создал коалицию «Нового курса», перестроив американскую политику в соответствии с Пятой партийной системой и определив американский либерализм на протяжении всей середины 20-го века. Он создал множество программ по оказанию помощи безработным и фермерам, одновременно добиваясь экономического восстановления с помощью Национальной администрации восстановления и других программ. Он также провел крупные реформы регулирования, связанные с финансами, коммуникациями и трудом, и руководил отменой сухого закона. 
В 1936 году Рузвельт одержал убедительную победу на переизбрании, при этом экономика улучшилась по сравнению с 1933 годом, но в 1937 и 1938 годах экономика снова впала в глубокую рецессию. Ему не удалось расширить Верховный суд в 1937 году, в том же году была сформирована консервативная коалиция, чтобы заблокировать реализацию дальнейших программ и реформ «Нового курса». Основные сохранившиеся программы и законы, реализованные при Рузвельте, включают Комиссию по ценным бумагам и биржам, Национальный закон о трудовых отношениях, Федеральную корпорацию страхования вкладов и систему социального обеспечения. В 1940 году он успешно баллотировался на переизбрание, за целый срок до официального введения ограничения по срокам.
С приближением Второй мировой войны после 1938 года на фоне японского вторжения в Китай и агрессии нацистской Германии Рузвельт оказал мощную дипломатическую и финансовую поддержку Китаю, Соединённому Королевству и Советскому Союзу, в то время как Соединённые Штаты официально сохраняли нейтралитет. После нападения Японии на Перл-Харбор 7 декабря 1941 года он добился объявления войны Японии, Германии и Италии. В тесном сотрудничестве с другими национальными лидерами он руководил действиями союзников против держав Оси. Рузвельт руководил мобилизацией американской экономики для поддержки военных действий и реализовывал стратегию «Европа прежде всего». Он также инициировал разработку первой атомной бомбы и работал с другими лидерами союзников, чтобы заложить основу для Организации Объединённых Наций и других послевоенных институтов, даже придумав термин «Организация Объединённых Наций». 
Рузвельт был переизбран в 1944 году, но умер в 1945 году после того, как его физическое здоровье серьёзно и неуклонно ухудшалось в годы войны. С тех пор некоторые из его действий подверглись серьёзной критике, в том числе его приказ об интернировании американцев японского происхождения в концентрационные лагеря. Тем не менее, исторические рейтинги неизменно относят его к числу величайших американских президентов.

## Биография

### Происхождение и родители
Рузвельт — псевдоанглизированная форма нидерландской фамилии «Розенвелт», что означает «поле роз». Первыми Рузвельтами в Америке были Клас Мартенсен ван Розенвелт и его сын Николас, от которых пошли две линии Рузвельтов: старший сын Николаса, Йоханнес, был родоначальником первой (к ней принадлежал Теодор Рузвельт), а младший — Якобус (1692—1776) — родоначальником второй. Исаак (1726—1796), сын Якобуса, основал в Нью-Йорке сахарный завод, чем положил начало благосостоянию рода. После революции он был избран в состав первого сената штата Нью-Йорк и голосовал за ратификацию конституции. Его сыном был Джеймс Рузвельт (1760—1847) занимавшийся производством сахара и коневодством, а его внуком — Исаак Рузвельт (1790—1863) увлекающийся ботаникой и коневодством. В 1828 году родился отец будущего президента — Джеймс Рузвельт. Одна из старейших семей штата Нью-Йорк, Рузвельты проявили себя и в других сферах жизнедеятельности. Родоначальником семьи Делано в Америке в 1621 году стал Филипп де ла Нуа, первый гугенот в Новом Свете, чья фамилия была англизирована в Делано.
Отец Рузвельта, Джеймс, окончил юридический факультет Гарвардского университета в 1851 году, но решил не заниматься юридической практикой после получения наследства от деда. Джеймс Рузвельт, видный демократ из династии Бурбонов, однажды взял маленького Франклина на встречу с президентом Гровером Кливлендом, который сказал ему: «Мой маленький человек, я загадываю тебе странное желание. Возможно, ты никогда не станешь президентом Соединённых Штатов». Мать Франклина, оказавшая доминирующее влияние в его ранние годы, однажды заявила: «Мой сын Франклин — Делано, а вовсе не Рузвельт». Сара Делано создала вокруг своего единственного сына атмосферу любви, поддержки и обожания, которую поддерживала почти 60 лет своей жизни. Джеймса, которому было 54 года, когда родился Франклин, некоторые считали малоинтересующимся семьянином и отцом, хотя биограф Джеймс МакГрегор Бернс указывает, что Джеймс общался со своим сыном больше, чем это было типично для того времени.

### Ранние годы

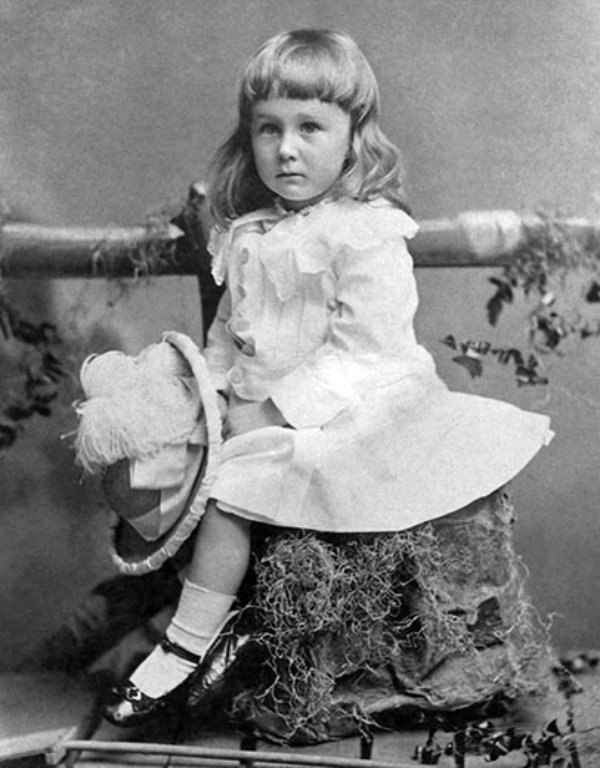
Франклин Рузвельт в детском платье, 1884 год

Будущий президент родился в семье Джеймса Рузвельта и его второй жены Сары Делано. Отец Рузвельта владел родовым имением Хайд-Парк, расположенным у реки Гудзон, и солидным пакетом акций в ряде угольных и транспортных компаний. Сара Делано также принадлежала к местной аристократии. В детстве Рузвельт каждое лето путешествовал с родителями по Европе и отдыхал на морском побережье Новой Англии или на канадском острове Кампобелло (близ Ист-Порта, штат Мэн).
До 14 лет Рузвельт получал домашнее образование. В 1896—1899 годах учился в Школе Гротон, одной из лучших школ страны, в штате Массачусетс. В 1900—1904 годах продолжил образование в Гарвардском университете, где получил степень бакалавра права. В 1905—1907 годах посещал юридическую школу Колумбийского университета и получил право на адвокатскую практику, которую начал в солидной юридической фирме на Уолл-стрит.
В 1906 году он стал магистром и поступил на аспирантуру юриспруденции, но не окончил её.
Рузвельт был посвящён в масоны 10 октября 1911 года в ложе «Голландия» № 8 в Нью-Йорке. Он достиг 32-й степени Шотландского Устава и был представителем Великой ложи штата Джорджия при Великой ложе Нью-Йорка.

### Брак и семейная жизнь

Франклин с будущей женой Элеонорой на острове Кампобелло (Канада) в 1904 году

В 1905 году женился на своей дальней родственнице Анне Элеоноре Рузвельт (1884—1962). Её отец был младшим братом президента Теодора Рузвельта, который был кумиром Франклина. Мать Рузвельта Сара Делано первоначально выступала против брака, пыталась заставить его расторгнуть помолвку, но безуспешно, она настояла, чтобы её сын больше года держал свое соглашение в секрете. В 1906 году Сара Делано заказала постройку спаренного дома на 65-й улице в Нью-Йорке, где поселилась сама и выделила отдельный корпус-флигель семье сына, получив право навещать их в любое время. Впоследствии Рузвельт продолжал жить с женой и детьми в этом доме вплоть до своего избрания президентом США. Сара принимала активное участие в жизни детей Элеоноры и Франклина. Она часто давала советы о том, как их воспитывать, и часто подрывала дисциплинарные навыки пары, балуя своих внуков. Элеонора часто полагалась на наставления свекрови, чтобы чувствовать себя более уверенно в своей роли матери. Сара Делано поддерживала невестку, когда та потеряла свою мать в 1892 году и когда вскрылся роман Рузвельта с Люси Мерсер в 1917-м. У четы Рузвельтов родилось шестеро детей, один из них, Франклин-младший, умер во младенчестве в 1909-м году. Элеонора Рузвельт сыграла значительную роль в политической карьере мужа, особенно после лета 1921 года, когда он переболел полиомиелитом, после чего не расставался с инвалидным креслом. Отношения Элеоноры с Сарой так же в целом были неплохими, хотя стали более отдаленными после того, как Элеонора в 1920-30-х стала более активно заниматься политикой и активизмом.

### Болезнь
Карьера Рузвельта была сорвана из-за болезни, которая началась в августе 1921 года, когда Франклин с женой отдыхали на острове Кампобелло, он заболел. Его основными симптомами были лихорадка; симметричный, восходящий паралич; паралич лицевого нерва; дисфункция кишечника и мочевого пузыря; онемение и гиперестезия; и нисходящая модель восстановления. Рузвельт остался навсегда парализованным ниже пояса, и ему поставили диагноз полиомиелит. Историки отметили, что исследование 2003 года решительно поддерживает диагноз синдрома Гийена-Барре, но продолжают описывать его паралич в соответствии с первоначальным диагнозом.

### Начало политической карьеры

Ф. Д. Рузвельт в 1912 году

В 1910 году Рузвельт, несмотря на то, что происходил из богатой семьи высшего сословия, его семья и родственники поддерживали Республиканскую партию (а дальний родственник Теодор вообще был президентом от этой партии), принял предложение от Демократической партии США в своём родном административном округе баллотироваться в качестве сенатора в легислатуру штата Нью-Йорк и одержал победу.
В предвыборной президентской кампании 1912 года активно поддержал демократа Томаса Вудро Вильсона. В администрации президента Вильсона Рузвельту был предложен пост помощника морского министра. Не доработав третьего срока в легислатуре штата, Рузвельт перебрался в Вашингтон. Будучи помощником морского министра (1913—1921), он выступал за усиление флота, укрепление обороноспособности США, сильную президентскую власть и активную внешнюю политику.
В 1914 году предпринял попытку получить место сенатора в Конгрессе США, но потерпел неудачу. В 1920 году под лозунгом вступления США в Лигу наций Рузвельт баллотировался от Демократической партии в вице-президенты США в паре с кандидатом в президенты Джеймсом Коксом. Поражение Демократической партии в условиях нарастания изоляционистских настроений и тяжёлая болезнь на время отстранили Рузвельта от активной политической деятельности.
Хотя его мать одобряла его уход из общественной жизни, Рузвельт, его жена и близкий друг и советник Рузвельта Луис Хоу были полны решимости, чтобы он продолжил свою политическую карьеру. Он убедил многих людей в том, что он совершенствуется, что, по его мнению, было важно перед тем, как баллотироваться на пост президента. Он кропотливо научился ходить на короткие расстояния, надевая железные скобы на бедра и ноги, поворачивая туловище, опираясь на трость. Он старался, чтобы его никогда не видели на публике в инвалидном кресле, и проявлял большую осторожность, чтобы пресса не освещала его инвалидность. Однако его инвалидность была хорошо известна до и во время его президентства и стала важной частью его имиджа, хотя и не получила отражения в фотографиях и не вошла в информационный ряд. Обычно он появлялся на публике прямо, поддерживаемый с одной стороны помощником или одним из своих сыновей, либо сидя, реже плавая в бассейне — так он запечатлен на большинстве фотографий и кинохроники.
Начиная с 1925 года Рузвельт проводил большую часть своего времени на юге Соединённых Штатов, сначала на своём плавучем доме Larooco. Заинтригованный потенциальными преимуществами гидротерапии, он на свои деньги основал реабилитационный центр в Уорм-Спрингс, Джорджия, в 1926 году, собрав штат физиотерапевтов и использовав большую часть своего наследства для покупки отеля Merriweather Inn. В 1938 году он основал Национальный фонд детского паралича, что привело в дальнейшем к ускорению разработки вакцин против полиомиелита.
Рузвельт оставался активным участником политики штата Нью-Йорк, одновременно налаживая контакты на Юге, особенно в Джорджии, в 1920-х годах. Он опубликовал открытое письмо, в котором одобрил успешную кампанию Эла Смита на губернаторских выборах в Нью-Йорке в 1922 году, что помогло Смиту и показало сохраняющуюся значимость Рузвельта как политической фигуры. Рузвельт и Смит происходили из разных слоев общества и никогда полностью не доверяли друг другу, но Рузвельт поддерживал прогрессивную политику Смита, в то время как Смит был счастлив заручиться поддержкой Рузвельта.
В 1925 году Смит назначил Рузвельта в Комиссию по государственному парку Таконик, а его коллеги-комиссары выбрали его председателем. На этой должности он вступил в конфликт с Робертом Мозесом, протеже Смита, который был главной силой, стоявшей за Комиссией по государственному парку Лонг-Айленд и Советом парков штата Нью-Йорк. Рузвельт обвинил Мозеса в том, что он использовал признание имен выдающихся личностей, включая Рузвельта, чтобы заручиться политической поддержкой государственных парков, но затем перенаправил средства тем, кого Мозес предпочитал на Лонг-Айленде, в то время как Мозес работал над блокированием назначения Хоу на оплачиваемую должность секретаря комиссии Таконика. Рузвельт служил в комиссии до конца 1928 года, и его спорные отношения с Мозесом продолжались по мере продвижения их карьеры.
В 1923 году Эдвард Бок учредил Американскую премию мира в размере 100 000 долларов за лучший план по обеспечению мира во всем мире. У Рузвельта было свободное время и интерес, и он составил план конкурса. Он так и не представил его, потому что Элеонора была выбрана судьей приза. Его план предусматривал создание новой всемирной организации, которая заменила бы Лигу Наций. Хотя Рузвельт был кандидатом в вице-президенты от Демократической партии 1920 года, который поддерживал Лигу, к 1924 году он был готов отказаться от неё. В его проекте «Общества наций» были приняты оговорки, предложенные Генри Кэботом Лоджем в ходе дебатов в Сенате в 1919 году. Новое общество не было бы вовлечено в Западное полушарие, где господствовала доктрина Монро. Оно не имело бы никакого контроля над вооружёнными силами. Хотя план Рузвельта так и не был обнародован, он много думал над этой проблемой и включил некоторые из своих идей 1924 года в дизайн Организации Объединённых Наций в 1944—1945 годах.
В 1928 году он был избран губернатором влиятельного в экономическом и политическом отношении штата Нью-Йорк, что открывало дорогу в Белый дом. Пробыв два срока на посту губернатора, Рузвельт приобрёл весьма ценный опыт, пригодившийся ему в годы президентства. В 1931 году, в момент обострения экономического кризиса, он создал в штате Временную чрезвычайную администрацию по оказанию помощи семьям безработных. Традиция общения с избирателями посредством радио (знаменитые «беседы у камина») также восходит ко временам губернаторства Рузвельта.

### Губернатор штата Нью-Йорк
Альфред Смит, кандидат в президенты от Демократической партии на выборах 1928 года, попросил Рузвельта баллотироваться на пост губернатора Нью-Йорка на выборах штата 1928 года. Рузвельт поначалу сопротивлялся, так как опасался перевеса республиканцев в 1928 году. Лидеры партии в конце концов убедили его, что только он сможет победить кандидата на пост губернатора от Республиканской партии, генерального прокурора Нью-Йорка Альберта Оттингера. Он выиграл кандидатуру губернатора от партии путем одобрения и снова обратился к Хоу, чтобы тот возглавил свою кампанию. К Рузвельту в предвыборной кампании также присоединились соратники Сэмюэл Розенман, Фрэнсис Перкинс и Джеймс Фарли. В то время как Смит проиграл президентский пост с большим перевесом и потерпел поражение в своём родном штате, Рузвельт был избран губернатором с перевесом в один процент и стал претендентом на следующих президентских выборах.
Рузвельт предложил строительство гидроэлектростанций и обратился к продолжающемуся сельскохозяйственному кризису 1920-х годов. Отношения между Рузвельтом и Смитом ухудшились после того, как он решил не оставлять ключевых назначенцев Смита. Он и его жена Элеонора установили взаимопонимание до конца своей карьеры; она будет покорно исполнять обязанности жены губернатора, но также сможет свободно преследовать свои собственные цели и интересы. Он также начал проводить «беседы у камина», в которых напрямую обращался к своим избирателям по радио, часто оказывая давление на Законодательное собрание штата Нью-Йорк, чтобы оно продвигало его программу.
В октябре 1929 года произошёл крах Уолл-стрит, а вместе с ним и Великая депрессия в Соединённых Штатах. Рузвельт увидел серьёзность ситуации и учредил государственную комиссию по занятости. Он также стал первым губернатором, публично поддержавшим идею страхования по безработице.
В 1932 году во время предвыборной гонки и губернаторства Ф. Рузвельта США принимали III зимние Олимпийские игры, которые проходили в Лейк-Плэсиде. При этом он сам открывал эти Игры.

### Расклады сил на выборы 1932 года
Усилия Рузвельта на посту губернатора по преодолению последствий Великой Депрессии в его собственном штате сделали его фаворитом на выдвижение в президенты от Демократической партии в 1932 году. Рузвельт сплотил прогрессивных сторонников администрации Вильсона, а также обратился ко многим консерваторам, зарекомендовав себя как ведущий кандидат на Юге и Западе. Основная оппозиция кандидатуре Рузвельта исходила от консерваторов северо-востока, спикера Палаты представителей Джона Джона Гарнера из Техаса и Эла Смита, кандидата в президенты от Демократической партии в 1928 году.
В президентской кампании 1932 года Рузвельт одержал внушительную победу над Гербертом Гувером, не сумевшим вывести страну из экономического кризиса 1929—1933 годов («Великой депрессии»). В ходе избирательной кампании Рузвельт изложил основные идеи социально-экономических преобразований, получившие по рекомендации его советников («мозгового треста») название «Нового курса».

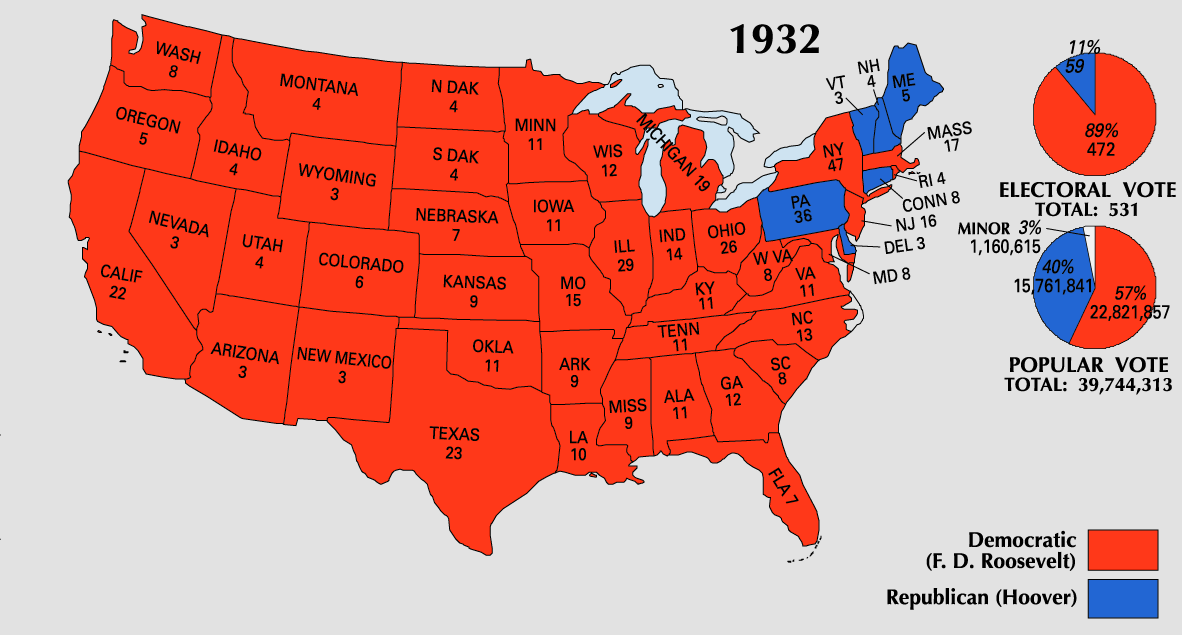
Карта результатов президентских выборов в США 1932 года. Рузвельт побеждает Гувера с гигантским перевесом

Рузвельт получил 57 % голосов избирателей и победил во всех штатах, кроме шести. Историки и политологи считают выборы 1932 и 1936 годов политической перестройкой. Победа Рузвельта стала возможной благодаря созданию коалиции Нового курса, мелких фермеров, белых южан, католиков, политических машин больших городов, профсоюзов, северных афроамериканцев (южане все ещё были лишены избирательных прав), евреев, интеллектуалов и политических либералов. Создание коалиции «Нового курса» изменило американскую политику и положило начало тому, что политологи называют «Партийной системой Нового курса» или Пятой партийной системой. Между Гражданской войной и 1929 годом демократы редко контролировали обе палаты Конгресса и выиграли только четыре из семнадцати президентских выборов; с 1932 по 1976 год демократы выиграли восемь из двенадцати президентских выборов и в целом контролировали обе палаты Конгресса.

### Первый президентский срок 1933—1937
В первые сто дней своего президентства (начавшегося в марте 1933 года) Рузвельт осуществил ряд важных реформ: была восстановлена банковская система, в мае подписал закон о создании Федеральной чрезвычайной администрации помощи голодным и безработным, был принят Закон о рефинансировании фермерской задолженности, а также Закон о восстановлении сельского хозяйства, который предусматривал государственный контроль за объёмом производства сельскохозяйственной продукции. Рузвельт считал наиболее перспективным Закон о восстановлении промышленности, который предусматривал целый комплекс правительственных мер по регулированию промышленности.

#### Экономические реформы
Рузвельт учредил Управление по регулированию сельского хозяйства для повышения цен на сырьевые товары, платя фермерам за то, чтобы они оставляли землю необработанной и сокращали стада. Он был призван бороться с упавшими ценами на сельскохозяйственную продукцию и предоставлял компенсацию фермерам, сокращающим посевные площади, отведённые под пшеницу, кукурузу, хлопок и другие культуры. 6 января 1936 года решением Верховного суда США по делу United States v. Butler был признан неконституционным. Впоследствии заменен законом с таким же названием, принятым в 1938 году.
Реформа экономики была целью Закона о восстановлении национальной промышленности 1933 года. Он стремился положить конец беспощадной конкуренции, заставив отрасли установить такие правила, как минимальные цены, соглашения о неконкуренции и ограничения производства. Лидеры отрасли обсудили правила с чиновниками поддерживающими данный закон, которые приостановили действие антимонопольного законодательства в обмен на повышение заработной платы. Верховный суд в мае 1935 года единогласным решением объявил данный закон неконституционным, к огорчению Рузвельта. Он реформировал финансовое регулирование, приняв Закон Гласса-Стиголла, создав Федеральную корпорацию страхования депозитов для гарантирования сберегательных депозитов. Закон также ограничил связи между коммерческими банками и фирмами, занимающимися ценными бумагами. В 1934 году была создана Комиссия по ценным бумагам и биржам для регулирования торговли ценными бумагами, а Федеральная комиссия по связи — для регулирования телекоммуникаций.
Восстановление было осуществлено за счет федеральных расходов, поскольку NIRA (аббревиатура закона о восстановлении промышленности) включала 3,3 миллиарда долларов США (что эквивалентно 74,6 миллиардам долларов США в 2022 году) расходов через Управление общественных работ. Рузвельт работал с сенатором Норрисом над созданием крупнейшего государственного промышленного предприятия в истории Америки — Администрация долины Теннесси (TVA), которое строило плотины и электростанции, контролировало наводнения, а также модернизировало сельское хозяйство и жилищные условия в бедной долине Теннесси. Однако местные жители раскритиковали TVA за то, что она вытеснила тысячи людей ради этих проектов. Служба охраны почв обучала фермеров правильным методам обработки почвы, а благодаря TVA Рузвельт стал «отцом охраны почв». Исполнительный указ 6102 объявил, что все частное золото американских граждан должно быть продано Казначейству США, а цена повышена с 20 до 35 долларов за унцию. Целью было противодействовать дефляции, которая парализовала экономику.

#### Социальные преобразования и велферизм
Рузвельт попытался сдержать свое предвыборное обещание, урезав федеральный бюджет. Это включало сокращение военных расходов с 752 миллионов долларов в 1932 году до 531 миллиона долларов в 1934 году, а также сокращение на 40 % расходов на пособия ветеранам. 500 000 ветеранов и вдов были исключены из пенсионных списков, а остальным льготы были сокращены. Федеральные зарплаты были сокращены, а расходы на исследования и образование сократились. Ветераны были хорошо организованы и активно протестовали, поэтому к 1934 году большинство пособий было восстановлено или увеличено. Группы ветеранов, такие как «Американский легион» и «Ветераны иностранных войн», выиграли кампанию по преобразованию своих пособий из выплат, причитающихся в 1945 году, в немедленные денежные средства, когда Конгресс преодолел вето президента и принял Закон о бонусах в январе 1936 года. Он внёс суммы, равные 2 % ВВП, в потребительскую экономику и оказал серьёзное стимулирующее воздействие.
«Несомненно, из всех капитанов современного капиталистического мира Рузвельт — самая сильная фигура», — отзывался о нём Сталин летом 1934 года, указывая на его «инициативу, мужество, решительность».
В 1935 году были проведены важные реформы в области труда (закон Вагнера), социального обеспечения, налогообложения, банковского дела.
Администрация Рузвельта под конец 1936 года, к началу следующих выборов, не смогла преодолеть все осложнения Великой Депрессии, но добилась значительных результатов в ряде сфер государства, что укрепило имидж и личность Рузвельта. Именно при Рузвельте Демократическая партия преобразовалась на основе ценностей велферизма и начала строить первую в истории США социальную модель государства.

### Второй срок 1937—1941
Убедительная победа на выборах 1936 года позволила Рузвельту продолжить реформы, и в 1937—1938 годах улучшить ситуацию в сферах гражданского строительства, заработной платы и трудового законодательства. Принятые Конгрессом по инициативе президента законы являлись смелым экспериментом государственного регулирования с целью изменения распределительного механизма экономики и социальной защиты населения.

#### Экономический рост и реформы
Государственные расходы увеличились с 8,0 % валового национального дохода (ВНД) при Гувере в 1932 году до 10,2 % в 1936 году. Государственный долг как процент от ВНД увеличился более чем вдвое при Гувере с 16 % до 40 % ВНД в начале 1933 г. До осени 1941 г. он оставался стабильным на уровне около 40 %, а затем быстро рос во время войны. ВНД в 1936 году был на 34 % выше, чем в 1932 году, и на 58 % выше в 1940 году накануне войны. То есть экономика выросла на 58 % с 1932 по 1940 год за восемь лет мирного времени, а затем выросла на 56 % с 1940 по 1945 год за пять лет военного времени. Безработица резко снизилась во время первого срока Рузвельта. В 1938 году она возросла («депрессия внутри депрессии»), но после 1938 года постоянно начала снижаться. Общая занятость за время правления Рузвельта увеличилась на 18,31 миллиона рабочих мест, при этом среднегодовой прирост рабочих мест во время его правления составил 5,3 %.
В 1937 году Рузвельт впервые назначил продемократического судью в Верховный суд, и к 1941 году семь из девяти судей были назначены Рузвельтом. Обновлённый Суд переключил свое внимание с судебного надзора за экономическими нормами на защиту гражданских свобод. Четверо назначенцев Рузвельта в Верховном суде, Феликс Франкфуртер, Роберт Джексон, Хьюго Блэк и Уильям Дуглас, оказали особое влияние на изменение юриспруденции Суда.
Рузвельту удалось принять некоторые законы, в том числе Закон о жилье 1937 года, второй Закон о регулировании сельского хозяйства и Закон о справедливых трудовых стандартах 1938 года, который был последней важной частью законодательства Нового курса. Закон о труде объявил детский труд вне закона, установило федеральную минимальную заработную плату и потребовало оплаты сверхурочных для некоторых сотрудников, которые работают более сорока часов в неделю. Рузвельт рекомендовал специальной сессии Конгресса постоянный закон о национальных фермах, административную реорганизацию и меры регионального планирования, которые все были остатками очередной сессии.
Будучи преисполнен решимости преодолеть сопротивление консервативных демократов в Конгрессе, Рузвельт принял участие в праймериз Демократической партии 1938 года, активно проводя кампанию за претендентов, которые больше поддерживали реформу Нового курса. Рузвельт потерпел неудачу, сумев победить только одного из десяти намеченных, консервативного демократа из Нью-Йорка. На выборах в ноябре 1938 года демократы потеряли шесть мест в Сенате и 71 место в Палате представителей, причём потери сконцентрировались среди демократов, выступающих за Новый курс. Когда Конгресс вновь собрался в 1939 году, республиканцы под руководством сенатора Роберта Тафта сформировали консервативную коалицию с южными демократами, фактически лишив Рузвельта возможности воплощать в жизнь свои внутренние предложения. Несмотря на свою оппозицию внутренней политике Рузвельта, многие из этих консервативных конгрессменов оказали решающую поддержку внешней политике Рузвельта до и во время Второй мировой войны.

#### Внешняя политика
Предвоенная внешняя политика Рузвельта отличалась, с одной стороны, гибкостью и реализмом, а с другой, противоречивостью и крайней осторожностью. Одной из внешнеполитических инициатив в первые месяцы после прихода Рузвельта к власти явилось дипломатическое признание СССР в ноябре 1933 года. В отношениях со странами Латинской Америки была провозглашена политика «доброго соседа», способствовавшая созданию межамериканской системы коллективной безопасности. Однако опасение за судьбу внутриполитических реформ и нежелание связывать США какими-либо обязательствами в сложной международной обстановке способствовали тому, что внешнеполитический курс Рузвельта носил характер нейтралитета. В результате невмешательства в итало-эфиопский конфликт (1935) и гражданскую войну в Испании законные правительства были лишены возможности закупать американское оружие и боеприпасы в борьбе с хорошо вооружёнными державами «оси Берлин-Рим». Лишь в ноябре 1939 года, когда уже началась война в Европе, Рузвельт добился отмены статьи об эмбарго на продажу оружия и стал проводить политику помощи жертвам агрессии.16 мая 1940 года, после нападения Гитлера на Францию, Рузвельт передал на утверждение Конгрессу план создания крупнейшего в мире военно-промышленного комплекса.

### Третий срок 1941—1945

#### Выборы 1940 года и исторический третий срок
За несколько месяцев до Национального съезда Демократической партии в июле 1940 года было много спекуляций относительно того, будет ли Рузвельт баллотироваться на беспрецедентный третий срок. Президент молчал, и даже его ближайшие советники были в неведении. Традиция двух сроков, хотя ещё не закрепленная в Конституции, была установлена Джорджем Вашингтоном, когда он отказался баллотироваться на третий срок на президентских выборах 1796 года. Рузвельт отказался дать окончательное заявление о своём желании снова стать кандидатом и даже дал понять некоторым амбициозным демократам, таким как Джеймс Фарли, что он не будет баллотироваться на третий срок и что они могут добиваться выдвижения от Демократической партии. Фарли и вице-президент Джон Гарнер были недовольны Рузвельтом, когда он в конечном итоге принял решение отказаться от прецедента Вашингтона. Когда в середине 1940 года Германия пронеслась по Западной Европе и угрожала Британии, Рузвельт решил, что только он обладает необходимым опытом и навыками, чтобы привести страну к победе над нацистской угрозой. Ему помогали политические боссы партии, опасавшиеся, что ни один демократ, кроме Рузвельта, не сможет победить Уэнделла Уилки, популярного кандидата от республиканцев.

#### До вступления во Вторую мировую войну
Блицкриг Гитлера в Европе и третья подряд победа Рузвельта на выборах 1940 года активизировали американскую помощь Великобритании. 11 марта 1941 года президент подписал «Закон о дальнейшем укреплении обороноспособности Соединённых Штатов и о содействии другим целям». Закон о ленд-лизе 7 ноября 1941 года распространился на СССР, которому был предоставлен беспроцентный заём на сумму 1 млрд долларов.
К концу 1939 (полное восстановление американской экономики до уровня 1929 года) и особенно к концу 1940 года (превышения роста докризисных показателей), Великая Депрессия была практически побеждена. Если в 1929 году правительство тратило лишь 3 % национального дохода, то в течение 1933—1939 гг. расходы правительства утроились, при том что государственный долг увеличился мало по сравнению с периодом, когда к 1944 г. из-за военных расходов он вырос до уровня 40 % валового национального продукта. В то же время из-за полной занятости и высокой заработной платы разница в уровне доходов бедных и богатых американцев существенно сократилась.
После начала Второй мировой войны в Европе и поддержки США союзников, наращивание военной мощи стимулировало экономический рост. Безработица упала вдвое с 7,7 миллиона весной 1940 года до 3,4 миллиона осенью 1941 года и снова упала вдвое до 1,5 миллиона осенью 1942 года при численности рабочей силы в 54 миллиона человек. Началась волна великой миграции афроамериканцев, фермеров и сельского населения в производственные центры. Афроамериканцы с Юга отправились в Калифорнию и другие штаты Западного побережья в поисках новой работы в оборонной промышленности. Закон о доходах 1942 года установил максимальную налоговую ставку до 94 % (после учёта налога на сверхприбыль), значительно увеличил налоговую базу и ввел первый федеральный подоходный налог. В 1944 году Рузвельт потребовал, чтобы Конгресс принял закон, который облагал бы налогом всю «необоснованную» прибыль, как корпоративную, так и индивидуальную, и тем самым поддержал его заявленную потребность в более чем 10 миллиардах долларов дохода на войну и другие правительственные меры. Конгресс преодолел вето Рузвельта и принял меньший законопроект о доходах, привлекающий 2 миллиарда долларов.
Рузвельт стремился как можно дольше ограничиваться поставками вооружений и по возможности избегать широкомасштабного участия США в европейской войне. При этом под лозунгом «активной обороны» с осени 1941 года в Атлантике шла «необъявленная война» с Германией. Разрешалось ведение прицельного огня по германским и итальянским судам, зашедшим в зону безопасности США, отменены статьи законодательства о нейтралитете, запрещавшие вооружение торговых кораблей и заход американских судов в зоны боевых действий.

#### После вступления во Вторую мировую войну

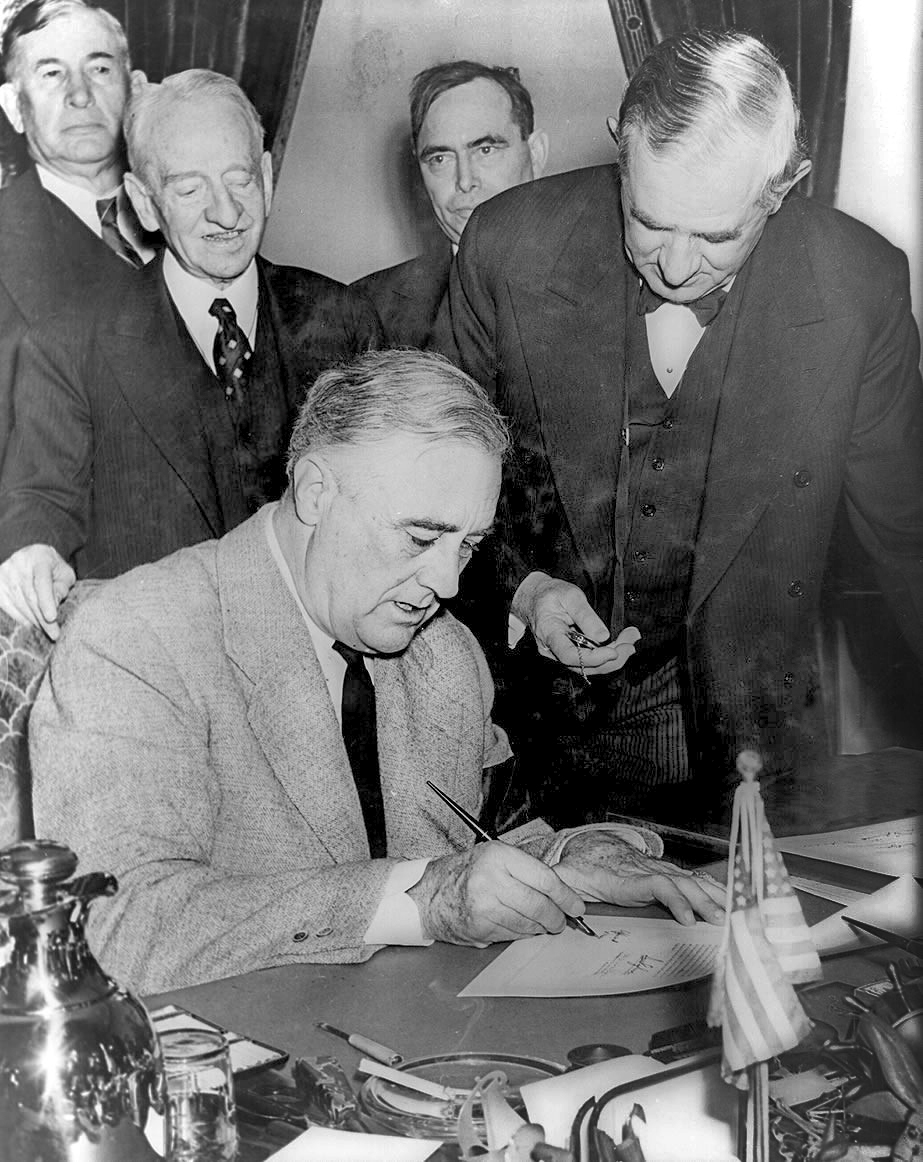
Рузвельт подписывает указ о вступлении США в войну против Японии. 8 декабря 1941 года

Нападение 7 декабря 1941 года японских самолётов на американскую военно-морскую базу Пёрл-Харбор в Тихом океане явилось неожиданностью для Рузвельта, пытавшегося в последние месяцы 1941 года путём дипломатических переговоров оттянуть войну с Японией. На следующий день США и Великобритания объявили войну Японии, а 11 декабря война Соединённым Штатам была объявлена Германией и Италией. Рузвельт, в соответствии с конституцией, принял на себя все обязанности главнокомандующего в военное время. Он приложил немало усилий для укрепления антигитлеровской коалиции, придавая большое значение созданию Организации Объединённых Наций. 1 января 1942 года в Вашингтоне состоялось подписание Декларации Объединённых Наций, закреплявшей этот союз в международно-правовом порядке. Вместе с тем Рузвельт долгое время занимал выжидательную позицию в вопросе об открытии второго фронта. Но после впечатляющих побед Красной Армии под Сталинградом и на Курской дуге он всё больше убеждался в том, что СССР является решающим фактором поражения держав «оси» в Европе и что необходимо активное сотрудничество с ним в послевоенном мире. На Тегеранской конференции «большой тройки» (1943) Рузвельт не поддержал Черчилля, уклонявшегося от решения конкретных вопросов об открытии второго фронта.

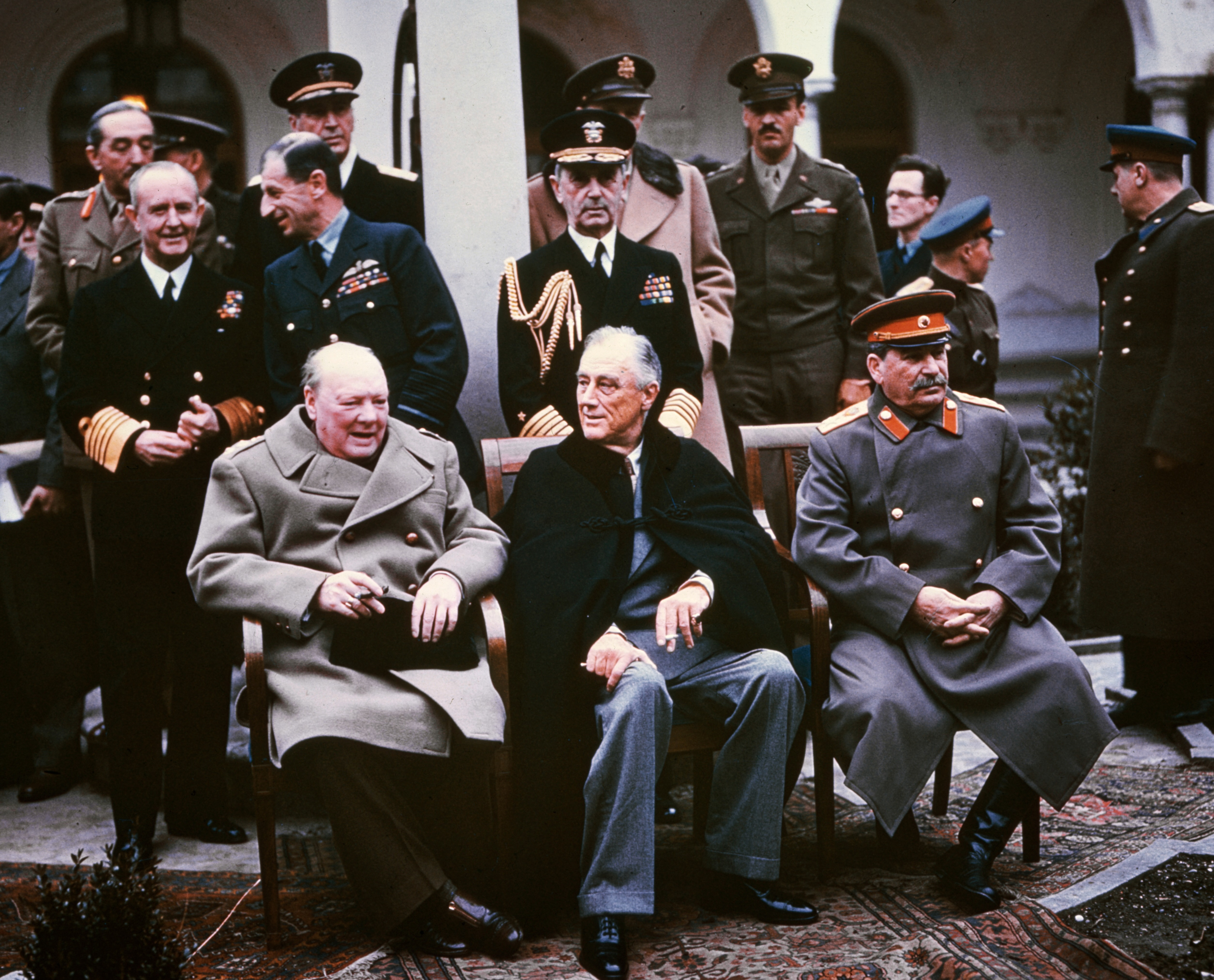
Черчилль, Рузвельт (в центре) и Сталин, Ялтинская конференция 1945 год

Проявляя особое внимание к вопросам послевоенного мирного урегулирования, Рузвельт впервые на Квебекской конференции (1943) изложил свой проект создания международной организации и ответственности США, Великобритании, СССР и Китая («четырёх полицейских») за сохранение мира. Обсуждение этой темы было продолжено на Московской конференции, Тегеранской конференции и на конференции в усадьбе Думбартон-Окс (Вашингтон). В 1944 году Рузвельт принял участие во второй Квебекской конференции, на которой обсуждалось будущее послевоенной Германии.
В целом, третий срок Рузвельта проходил под знаменем Второй мировой войны; та доминировала в центре внимания Рузвельта, и мировым делам он уделял гораздо больше времени, чем когда-либо прежде. Внутренняя политика и отношения с Конгрессом во многом определялись его усилиями по достижению полной мобилизации экономических, финансовых и институциональных ресурсов страны для военных действий. Даже отношения с Латинской Америкой и Канадой были структурированы требованиями военного времени. Рузвельт сохранял жесткий личный контроль над всеми важными дипломатическими и военными решениями, тесно сотрудничая со своими генералами и адмиралами, военным и военно-морским ведомствами, Великобританией и даже Советским Союзом. Его ключевыми советниками по дипломатии были Гарри Хопкинс (работавший в Белом доме), Самнер Уэллес (работавший в Государственном департаменте) и Генри Моргентау (младший) из министерства финансов. В военном деле Рузвельт наиболее тесно сотрудничал с военным министром Генри Стимсоном, начальником штаба армии Джорджем Маршаллом и адмиралом Уильямом Даниелом Леги.

### Четвёртый срок 1945
Хотя некоторые демократы выступали против выдвижения Рузвельта в 1940 году, президенту не составило труда добиться повторного выдвижения своей кандидатуры на Национальном съезде Демократической партии 1944 года. Перед съездом Рузвельт ясно дал понять, что он баллотируется на новый срок, и в единственном президентском туре съезда Рузвельт получил подавляющее большинство делегатов, хотя меньшинство южных демократов проголосовало за Гарри Ф. Берда. Лидеры партии убедили Рузвельта исключить вице-президента Генри Уоллеса из списка, считая его слишком левым и плохим потенциальным преемником в случае смерти Рузвельта. Рузвельт предпочел Бирнса в качестве замены Уоллесу, но боссы Демократической партии, особенно Роберт Ханниган убедили выбрать сенатора Гарри Трумэна от штата Миссури как кандидата в вице-президенты, который заслужил известность своим расследованием неэффективности военного производства во время Второй мировой и был приемлем для различных фракций партии. Благодаря этому решению, это событие стало ключевым в последующей карьере Трумэна.
Переизбранный без каких-либо проблем в 1944 году на четвёртый срок Рузвельт внёс значительный вклад в исторические решения Ялтинской конференции (1945). Его позиция была продиктована учётом текущей военно-стратегической и политической обстановки в связи с успешным продвижением советских войск в Восточной Европе, желанием договориться о вступлении СССР в войну с Японией и надеждой на продолжение послевоенного американо-советского сотрудничества.
12 апреля Франклин Делано Рузвельт умер.

### Роль во Второй мировой войне
После вторжения Германии в Польшу главной заботой Рузвельта и его высшего военного штаба была война в Европе, но Япония также представляла собой внешнеполитические проблемы. Отношения с Японией постоянно ухудшались после её вторжения в Маньчжурию в 1931 году, и они ещё больше ухудшились из-за поддержки Китая Рузвельтом. Поскольку война в Европе привлекла внимание крупнейших колониальных держав, японские лидеры обратили внимание на уязвимые колонии, такие как Голландская Ост-Индия, Французский Индокитай и Британская Малайя. После того, как Рузвельт объявил о кредите в размере 100 миллионов долларов (что эквивалентно 2,1 миллиарда долларов в 2022 году) Китаю в ответ на оккупацию Японией северного Французского Индокитая, Япония подписала Тройственный пакт с Германией и Италией. Пакт обязывал каждую страну защищать другие от нападения, а Германия, Япония и Италия стали известны как державы Оси. Преодолев сопротивление сторонников вторжения в СССР, высшее командование японской армии успешно выступило за завоевание Юго-Восточной Азии, чтобы обеспечить постоянный доступ к сырью. В июле 1941 года, после того как Япония оккупировала оставшуюся часть Французского Индокитая, Рузвельт прекратил продажу нефти Японии, лишив Японию более 95 процентов её поставок нефти. Он также передал филиппинские вооружённые силы под американское командование и восстановил генерала Дугласа Макартура на действительной военной службе, чтобы командовать войсками США на Филиппинах.
Японцы были возмущены эмбарго, и японские лидеры были полны решимости атаковать Соединённые Штаты, если они не снимут эмбарго. Администрация Рузвельта не желала менять политику, и госсекретарь Халл заблокировал потенциальный саммит между Рузвельтом и премьер-министром Фумимаро Коноэ. Японцы считали, что уничтожение Азиатского флота США (размещенного на Филиппинах) и Тихоокеанского флота США (размещенного в Перл-Харборе на Гавайях) имело жизненно важное значение для завоевания Юго-Восточной Азии. Утром 7 декабря 1941 года японцы внезапной атакой нанесли удар по американской военно-морской базе Перл-Харбор, выведя из строя основные американские линкоры и убив 2403 американских военнослужащих и мирных жителей. В то же время отдельные японские оперативные группы атаковали Таиланд, Британский Гонконг, Филиппины и другие объекты. Рузвельт призвал к войне в своей речи перед Конгрессом, в которой он сказал: «Вчера, 7 декабря 1941 года — дата, которая навсегда останется в позоре, — Соединённые Штаты Америки были внезапно и преднамеренно атакованы военно-морскими и воздушными силами Японской империи». Почти единогласно Конгресс объявил войну Японии. После нападения Японии на Перл-Харбор антивоенные настроения в Соединённых Штатах в значительной степени испарились в одночасье. 11 декабря 1941 года Гитлер и Муссолини объявили войну Соединённым Штатам, от которых Рузвельт ответили тем же.
В конце декабря 1941 года Черчилль и Рузвельт встретились на первой Вашингтонской конференции, на которой была выработана совместная стратегия США и Великобритании. Оба согласились с стратегией «Европа прежде всего», в которой приоритетом было поражение сперва Германии, а потом уже Японии. США и Великобритания договорились создать Объединённый комитет начальников штабов для координации военной политики и Объединённый совет по распределению боеприпасов для координации распределения поставок. Было также достигнуто соглашение о создании централизованного командования на Тихоокеанском театре военных действий под названием ABDA, названного в честь американских, британских, нидерландских и австралийских сил на этом театре военных действий. 1 января 1942 года США, Великобритания, Китай, Советский Союз и двадцать две другие страны (союзные державы) опубликовали Декларацию Организации Объединённых Наций, в которой каждая страна обязалась нанести поражение державам Оси.
В 1942 году Рузвельт сформировал новый орган — Объединённый комитет начальников штабов, который принимал окончательные решения по американской военной стратегии. Адмирал Эрнест Дж. Кинг в качестве начальника военно-морских операций командовал ВМФ и морской пехотой, а генерал Джордж Маршалл возглавлял армию и номинально контролировал ВВС, которыми на практике командовал генерал Харли Арнольд. Объединённый комитет начальников штабов возглавлял адмирал Уильям Леги, самый старший офицер вооружённых сил. Рузвельт избегал микроуправления войной и позволял своим высшим военным офицерам принимать большинство решений. Гражданские назначенцы Рузвельта занимались подбором и закупкой людей и оборудования, но ни одно гражданское лицо — даже военный или военно-морской министр — не имело права голоса в разработке стратегии. Рузвельт избегал Госдепартамента и вел дипломатию на высоком уровне через своих помощников, особенно Гарри Хопкинса, чье влияние было подкреплено его контролем над фондами Ленд-лиза.
В ноябре 1943 года Рузвельт, Черчилль и Сталин встретились для обсуждения стратегии и послевоенных планов на Тегеранской конференции, где Рузвельт впервые встретился со Сталиным. На конференции Великобритания и Соединённые Штаты обязались открыть второй фронт против Германии в 1944 году, а Сталин обязался вступить в войну против Японии в неустановленную дату. Последующие конференции в Бреттон-Вудсе и Думбартон-Оксе заложили основу послевоенной международной валютной системы и Организации Объединённых Наций, межправительственной организации, похожей на несостоявшуюся Лигу Наций. Подыгрывая доктрине внешней политики Вильсона, Рузвельт выдвинул в качестве своего высшего послевоенного приоритета создание Организации Объединённых Наций. Рузвельт ожидал, что он будет контролироваться Вашингтоном, Москвой, Лондоном и Пекином и решит все основные мировые проблемы.
Рузвельт, Черчилль и Сталин встретились во второй раз на Ялтинской конференции в феврале 1945 года в Крыму. С приближением конца войны в Европе основной задачей Рузвельта было убедить Сталина вступить в войну против Японии; по оценкам Объединённого комитета начальников штабов, американское вторжение в Японию привело бы к потерям до миллиона американцев. В обмен на вступление Советского Союза в войну против Японии Советскому Союзу был обещан контроль над азиатскими территориями, такими как остров Сахалин. Три лидера договорились провести в 1945 году конференцию по созданию Организации Объединённых Наций, а также согласовали структуру Совета Безопасности ООН, которому будет поручено обеспечение международного мира и безопасности. Рузвельт не настаивал на немедленной эвакуации советских солдат из Польши, но он добился принятия Декларации об освобожденной Европе, которая обещала свободные выборы в странах, оккупированных Германией. Сама Германия не будет расчленена, а будет совместно оккупирована Соединёнными Штатами, Францией, Великобританией и Советским Союзом. Несмотря на советское давление, Рузвельт и Черчилль отказались согласиться на введение огромных репараций и деиндустриализацию Германии после войны.
Роль Рузвельта в Ялтинской конференции была неоднозначной; критики утверждают, что он наивно доверял Советскому Союзу в разрешении свободных выборов в Восточной Европе, в то время как сторонники утверждают, что Рузвельт мало что мог сделать для восточноевропейских стран, учитывая советскую оккупацию и необходимость сотрудничества с Советским Союзом во время и после войны.

### Ядерная программа США
В августе 1939 года известные физики-теоретики Лео Силард и Альберт Эйнштейн отправили Рузвельту письмо Эйнштейна-Силарда, в котором предупреждали о возможности немецкого проекта по разработке ядерного оружия. Силард понял, что недавно открытый процесс ядерного деления можно использовать для создания цепной ядерной реакции, которую можно использовать в качестве оружия массового поражения. Рузвельт опасался последствий того, что Германия сможет единолично владеть технологией, и санкционировал предварительные исследования ядерного оружия. Он был назван Манхэттенский проект, ему было поручено разработать первое ядерное оружие. Рузвельт и Черчилль согласились совместно реализовывать этот проект, и Рузвельт помог обеспечить сотрудничество американских учёных со своими британскими коллегами.

### Смерть
По возвращении из Ялты, несмотря на усталость и недомогание, Рузвельт продолжал заниматься государственными делами и готовился к открытию 25 апреля конференции Объединённых Наций в Сан-Франциско, а также 17 июля — к открытию Потсдамской конференции. Многие были потрясены, увидев, каким старым, худым и хрупким он выглядел.
Днем 12 апреля 1945 года позируя для своего портрета перед художницей, Рузвельт сказал: «У меня ужасная головная боль», после чего был перенесён в свою спальню. Лечащий кардиолог президента Говард Брюэнн поставил диагноз: массивное внутримозговое кровоизлияние. В 15:35 того дня Рузвельт умер от кровоизлияния в мозг в возрасте 63 лет.

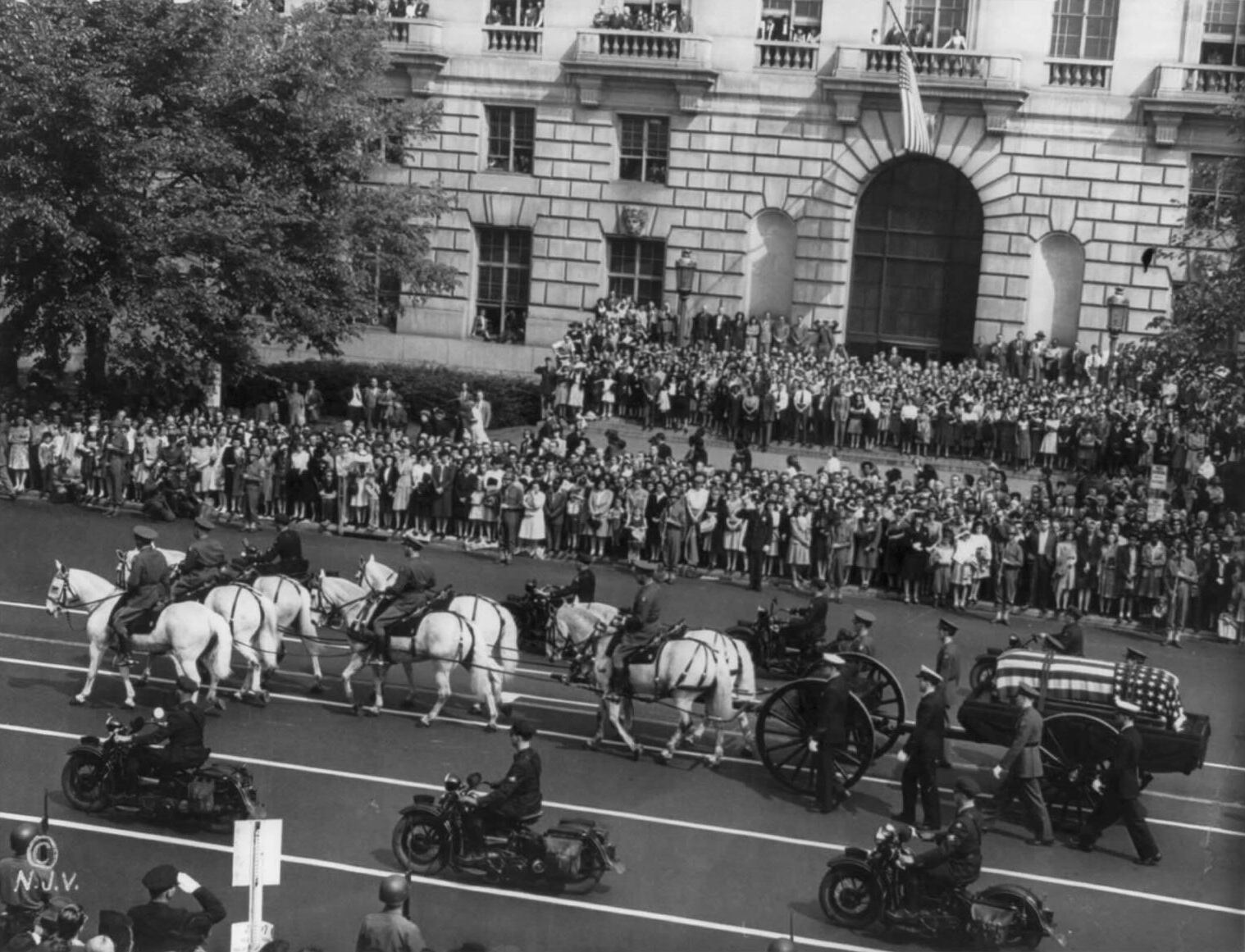
Похоронный кортеж Ф. Д. Рузвельта на Пенсильвания-авеню, 14 апреля 1945 года

На следующее утро тело Рузвельта поместили в задрапированный флагом гроб и погрузили в президентский поезд для обратного пути в Вашингтон. Вдоль железнодорожного пути собрались десятки тысяч людей, чтобы выразить свое почтение. После похорон в Белом доме 14 апреля Рузвельта перевезли на поезде из Вашингтона к месту его рождения в Хайд-парке. 15 апреля его похоронили по его желанию в Хайд-Парке.
Ухудшение физического здоровья Рузвельта держалось в секрете от общественности. Его смерть была встречена шоком и горем во всем мире. Германия капитулировала во время 30-дневного траура, но Гарри Трумэн (сменивший Рузвельта на посту президента) приказал оставить флаги на полуштабе; он также посвятил День Победы в Европе и его празднование памяти Рузвельта. Вторая мировая война наконец завершилась подписанием капитуляции Японии в сентябре.

## Личная жизнь и взгляды

### Родственники
Отец Рузвельта Джеймс умер в 1900 году, что причинило ему большое горе. В следующем году дальний родственник Франклина Теодор Рузвельт стал президентом Соединённых Штатов. Энергичный стиль руководства и реформаторское рвение Теодора сделали его образцом для подражания и героем Франклина.

### Отношения с противоположным полом
Во время второго года обучения в колледже Рузвельт познакомился с дочерью богачей из Бостона Элис Сойер и сделал ей предложение, но получил отказ.
Затем Франклин начал ухаживать за своей дальней родственницей Элеонорой Рузвельт, племянницей Теодора Рузвельта. В 1903 году Франклин сделал Элеоноре предложение. После сопротивления со стороны матери Рузвельта Франклин и Элеонора Рузвельт поженились 17 марта 1905 года. Молодая пара переехала в Спрингвуд.

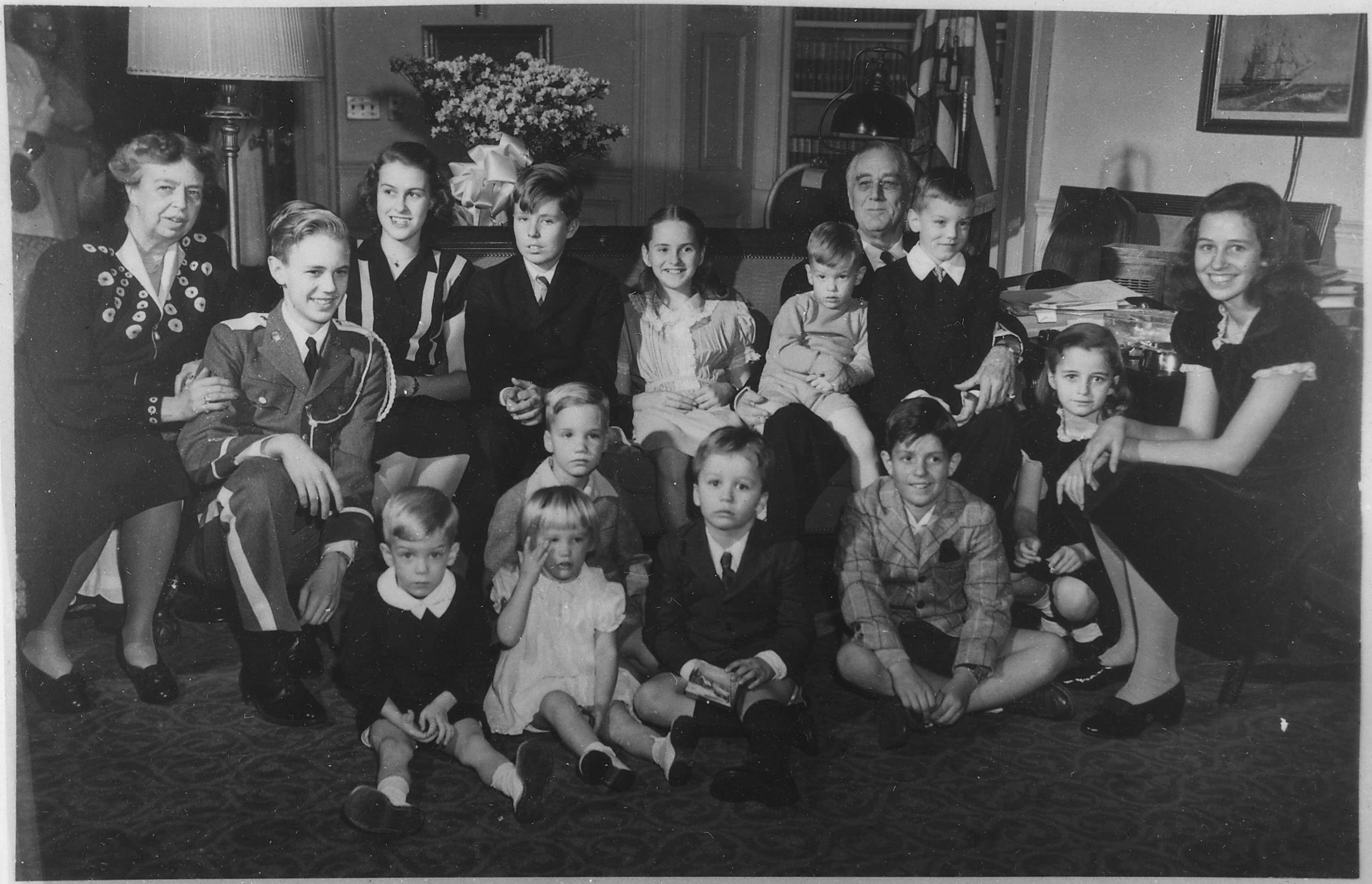
С женой и тринадцатью внуками. Январь 1945 года

#### Семейная жизнь с Элеонорой и дети
Поначалу Элеонора осталась дома, чтобы воспитывать детей. Как и его отец, Франклин поручил воспитание детей жене, а Элеонора поручила эту задачу опекунам. Позже она сказала, что «абсолютно ничего не знала о том, как обращаться с ребёнком или кормить его». Хотя Элеонора считала секс «испытанием, которое нужно вытерпеть», у них с Франклином было шестеро детей. Анна, Джеймс и Эллиот родились в 1906, 1907 и 1910 годах соответственно. Второй сын пары, Франклин, умер в младенчестве в 1909 году. Другой сын, которого также звали Франклин, родился в 1914 году, а младший ребёнок, Джон, родился в 1916 году.

#### Внебрачные связи
У Рузвельта было несколько внебрачных связей. У него завязался роман с социальным секретарём Элеоноры, Люси Мерсер, вскоре после того, как она была принята на работу в 1914 году. Этот роман был обнаружен Элеонорой в 1918 году. Франклин подумывал о разводе с Элеонорой, но последняя возражала, да и Мерсер не вышла бы замуж за разведённого мужчину с пятью детьми. Франклин и Элеонора остались женаты, и Франклин пообещал никогда больше не видеть Мерсер. Элеонора так и не простила ему этого романа, и их брак превратился в политическое партнёрство. Вскоре Элеонора поселилась в отдельном доме в Хайд-парке в Вэл-Килле и посвятила себя социальным и политическим делам независимо от мужа. Эмоциональный разрыв в их браке был настолько серьёзным, что, когда Франклин попросил Элеонору в 1942 году — из-за его слабого здоровья — вернуться домой и снова жить с ним, она отказалась. Рузвельт не всегда был в курсе визитов Элеоноры в Белый дом. В течение некоторого времени Элеоноре было трудно связаться с Рузвельтом по телефону без помощи его секретаря; Франклин, в свою очередь, не посещал квартиру Элеоноры в Нью-Йорке до конца 1944 года.
Франклин нарушил свое обещание, данное Элеоноре относительно Люси Мерсер. Он и Мерсер поддерживали официальную переписку и снова начали встречаться до 1941 года. Сын Рузвельта Эллиотт утверждал, что у его отца был 20-летний роман с его личным секретарём Маргаритой «Мисси» ЛеХанд. Другой сын, Джеймс, заявил, что «существует реальная вероятность существования романтических отношений» между его отцом и кронпринцессой Норвегии Мартой, которая проживала в Белом доме во время Второй мировой войны. В то время помощники начали называть её «девушкой президента», и в газетах появились сплетни, связывающие их романтически.

### Религия и её роль в парадигме Рузвельта
Франклин Делано Рузвельт всю жизнь был членом Епископальной церкви США. Ещё подростком его отвезли в церковь Св. Иакова в Хайд-парке в Нью-Йорке, хотя в то время он не особо этим интересовался. Он был верен своей церкви, знал литургию и почитал музыку, его гораздо больше заботили церемониальные аспекты, чем богословие. Больше всего он любил социальную этику. Его привязанность к либеральной ветви епископализма укрепилась за годы обучения в школе Гротон в Массачусетсе под руководством знаменитого директора Эндикотта Пибоди. Гротон в то время был одним из центров движения социального евангелия. Фактически, Ф. Рузвельт был литургическим епископалом и христианином социального Евангелия; церковь и Социальное Евангелие повлияло на его политические взгляды, что поспособствовало его выбору левоцентристской Демократической партии.
Болезнь полиомиелитом в 1921 году повлияла на его личность и веру, ведь, всё, что он думал о себе и о своей карьере, было поставлено под глубокий вопрос. Когда мать говорила ему оставить политику и вообще общественную жизнь и уйти на спокойное существование в инвалидном кресле, Рузвельт воспринял это как событие перерождения и воскресения как новое бытие в духе библейских идей, он поменялся: стал гораздо более скромным, мудрым и сострадательным человеком. Он вложил большую часть своего личного состояния в его финансирование[уточнить] и смастерил для себя автомобиль с ручным управлением, который позволял ему разъезжать по сельской местности Джорджии и знакомиться с фермерами, рабочими и другими обычными людьми, которые жили далеко за пределами его предыдущей орбиты.

## Второй билль о правах
Второй, экономический билль о правах был списком прав, предложенных Франклином Рузвельтом в его ежегодном послании Конгрессу «О положении страны» 11 января 1944 года. Основные тезисы Билля Франклин Рузвельт озвучил нации в своём выступлении по радио, выступление также записывалось на киноплёнку. Рузвельт утверждал, что «политических прав», гарантированных Конституцией и первым «Биллем о правах», «оказалось недостаточно, чтобы уверить нас в равенстве в погоне за счастьем». Средством Рузвельта было объявить «экономический билль о правах», который гарантировал бы:
- Право на полезную и оплачиваемую работу в промышленности, торговле, сельском хозяйстве, в шахтах Нации;
- Право на достойную заработную плату, обеспечивающую хорошее питание, одежду, отдых;
- Право каждого фермера выращивать и продавать свой урожай, что позволит обеспечить его семье достойную жизнь;
- Право на защиту каждого предпринимателя, будь то крупный или мелкий бизнес, от недобросовестной конкуренции и господства монополий дома или за рубежом;
- Право каждой семьи на достойное жильё;
- Право на достаточное медицинское обслуживание, должны быть созданы условия для сохранения здоровья человека;
- Право на достаточную экономическую защиту в старости, при болезни, несчастном случае, безработице;
- Право на хорошее образование.

Билль не был принят Конгрессом, а через год Франклин Рузвельт умер.

## Состояние здоровья
Рузвельт всю свою сознательную жизнь был заядлым курильщиком и болел полиомиелитом, его физическое здоровье ухудшалось, по крайней мере, с 1940 года. В марте 1944 года, вскоре после своего 62-летия, он прошёл обследование в больнице Бетесда, и у него было обнаружено высокое кровяное давление, атеросклероз, ишемическая болезнь сердца, вызывающая стенокардию, и застойную сердечную недостаточность.
Врачи больницы и два сторонних специалиста приказали Рузвельту отдохнуть. Его личный врач адмирал Росс Макинтайр разработал ежедневный график, который запрещал деловым гостям обедать и включал два часа отдыха каждый день. Во время кампании по переизбранию 1944 года Макинтайр несколько раз отрицал плохое здоровье Рузвельта; 12 октября, например, он заявил, что «со здоровьем президента все в порядке. Никаких органических нарушений вообще нет». В 1945 году Рузвельт сказал своему доверенному лицу, что может уйти с поста президента после окончания войны.

## Мнения
Никто не станет отрицать, что влияние экономической олигархии на все области нашей общественной жизни очень велико. Это влияние, однако, не следует переоценивать. Франклин Делано Рузвельт был избран президентом вопреки отчаянному сопротивлению этих очень мощных групп и был переизбран трижды; и это происходило в то время, когда нужно было принимать решения огромного значения. — Альберт Эйнштейн, 1948 год

В ходе беседы, которая то и дело переходила на детали личного характера, я был поражен его феноменальной памятью. Он вспомнил, что мой брат Милтон посетил Африку, и сказал мне, почему он назначил его в управление военной информации, которое возглавлял Элмер Дэвис. Он на память процитировал целые предложения, почти абзацы, из радиограммы, которую я направил в США.
— Дуайт Эйзенхауэр, «Крестовый поход в Европу». — Смоленск: Русич, 2000. стр.166

## Историческое наследие

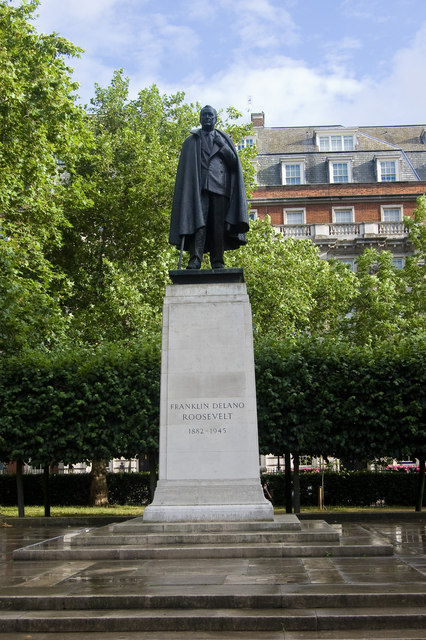
Статуя Рузвельта 1948 года на Гросвенор-сквер в Лондоне.

Рузвельт широко считается одной из самых важных фигур в истории Соединённых Штатов, а также одной из самых влиятельных фигур XX века. Историки и политологи последовательно относят Рузвельта, Джорджа Вашингтона и Авраама Линкольна к трём величайшим президентам. Размышляя о президентстве Рузвельта, «которое привело Соединённые Штаты через Великую депрессию и Вторую мировую войну к процветающему будущему», биограф Джин Эдвард Смит сказал в 2007 году: «Он поднялся из инвалидной коляски, чтобы поднять нацию с колен».
Его преданность рабочему классу и безработным, нуждающимся в помощи во время самой продолжительной рецессии 1937—1938 года в стране, сделала его фаворитом среди рабочих, профсоюзов и этнических меньшинств. Быстрое расширение правительственных программ, произошедшее во время правления Рузвельта, изменило роль правительства в Соединённых Штатах, а защита Рузвельтом государственных социальных программ сыграла важную роль в переосмыслении либерализма для будущих поколений. Рузвельт прочно закрепил лидирующую роль Соединённых Штатов на мировой арене, сыграв свою роль в формировании и финансировании Второй мировой войны. Его критики-изоляционисты исчезли, и даже республиканцы присоединились к его общей политике. Он также создал новое понимание президентства, навсегда увеличив власть президента за счет Конгресса.
Консерваторы критиковали Рузвельта за его экономическую политику, особенно за смену тона от индивидуализма к коллективизму с расширением государства всеобщего благосостояния и регулирования экономики. Эта критика продолжалась десятилетия после его смерти. Одним из факторов пересмотра этих вопросов в последующие десятилетия стало избрание в 1980 году Рональда Рейгана, который выступал против «Нового курса».

## Память

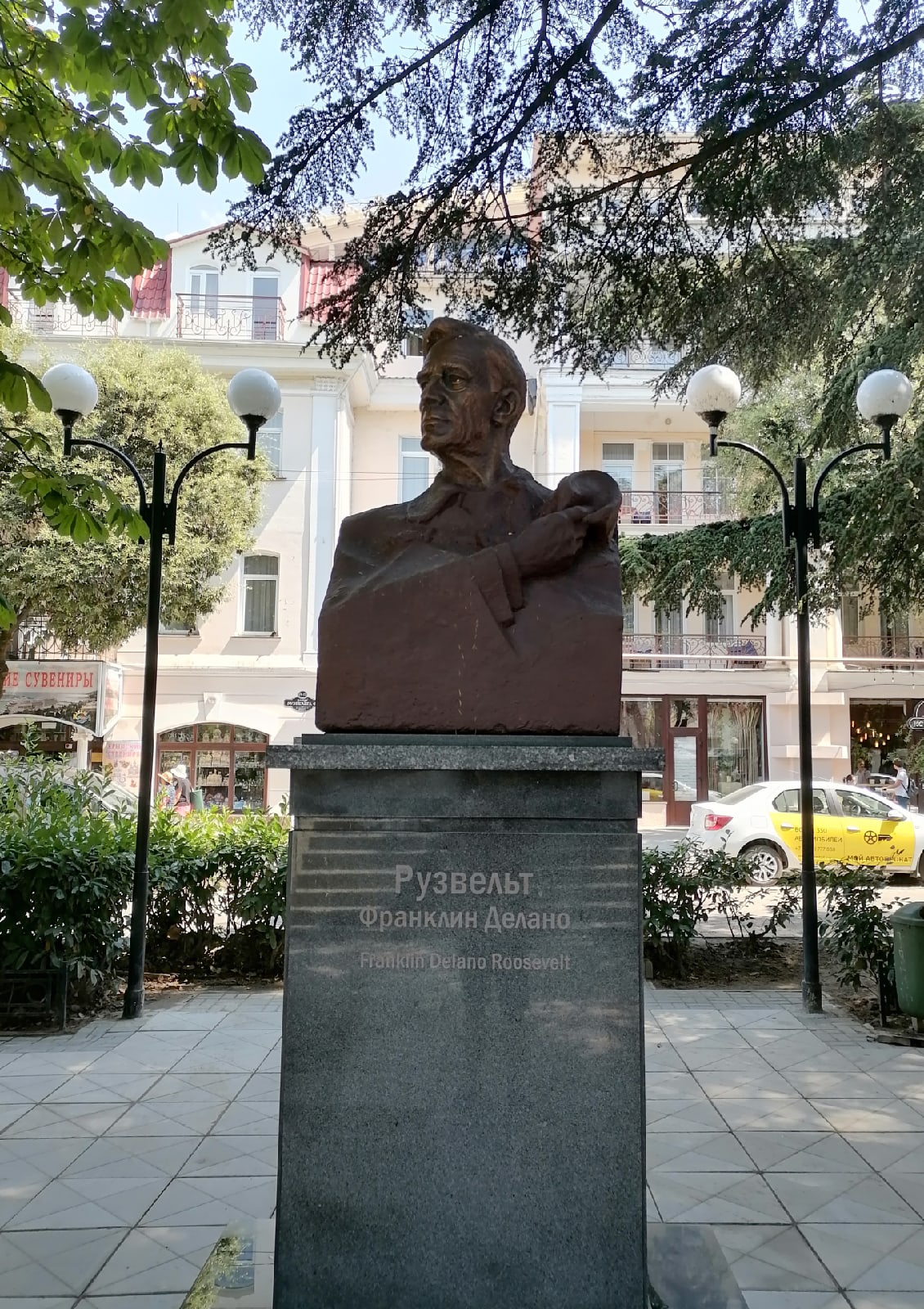
Памятник Франклину Рузвельту в Ялте

- Дом Рузвельта в Хайд-парке[англ.] теперь является национальным историческим памятником и местом расположения президентской библиотеки.
- В Вашингтоне (округ Колумбия) находятся два мемориала бывшему президенту. Самый большой, Мемориал Рузвельта площадью 3 гектара, расположен рядом с Мемориалом Джефферсона в Приливном бассейне[144].
- Более скромный мемориал — глыба мрамора перед зданием Национального архива, предложенная самим Рузвельтом, была воздвигнута в 1965 году[145].
- Популярность Рузвельта в марше десятицентовых монет является одной из причин, по которой его память увековечена на американских десятицентовых монетах[146]. Рузвельт также появился на нескольких почтовых марках США.
- 29 апреля 1945 года, через семнадцать дней после смерти Рузвельта, был спущен на воду авианосец «Франклин Д. Рузвельт», который прослужил с 1945 по 1977 год[147].
- В лондонском Вестминстерском аббатстве также есть каменная плита-памятник президенту Рузвельту, открытая Клементом Эттли и У. Черчиллем в 1948 году[148].
- Статуя Рузвельту в Лондоне (фото сверху).
- Остров Благосостояния был переименован в честь Рузвельта в сентябре 1973 года[149].
- В честь Франклина Рузвельта в 1960 году названа самая старая улица в Ялте, до этого — Бульварная, когда-то главная магистраль города. В 2017 году на ней установлен памятник Рузвельту[150][151].
- В Ялте возле Ливадийского дворца в феврале 2015 года был установлен памятник, посвящённый встрече лидеров государств антигитлеровской коалиции — Сталина, Рузвельта, Черчилля[152].
- Также, есть подобный памятник и в Сочи.  - На монетах и почтовых марках

На монетах и почтовых марках
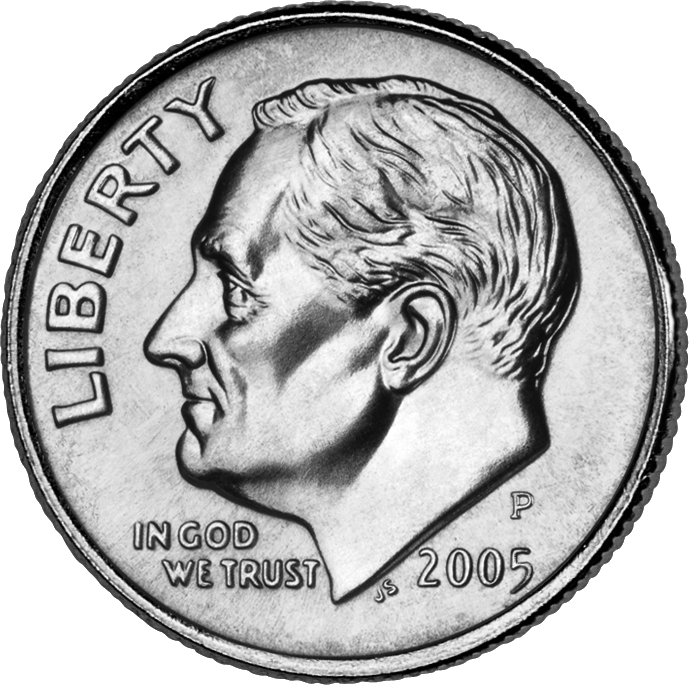
Портрет на американском дайме
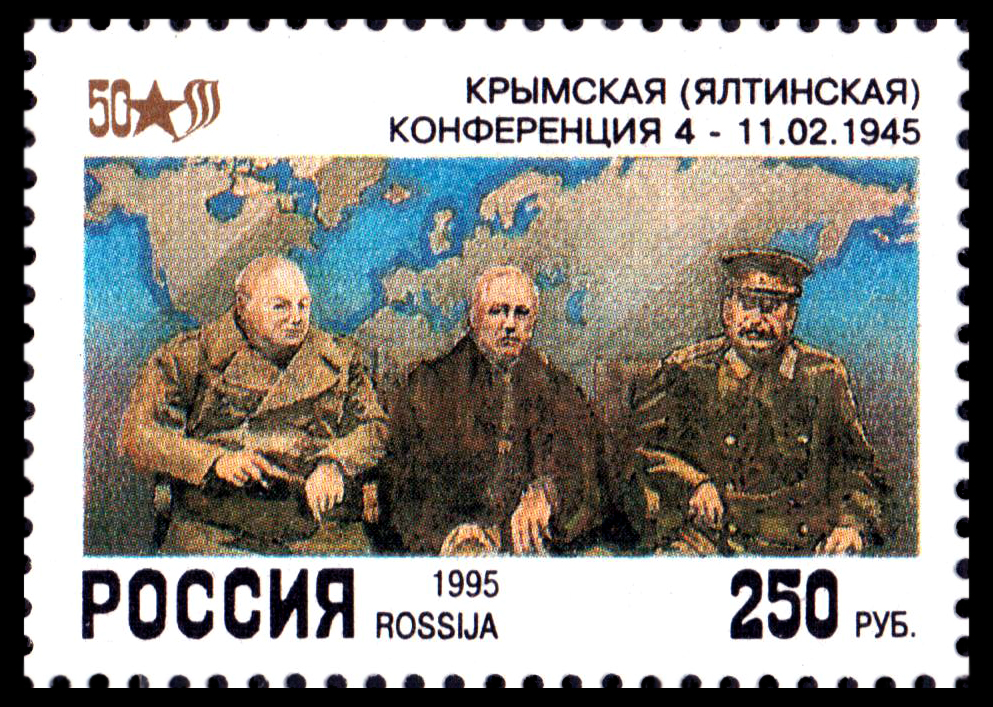
Российская почтовая марка, посвящённая 50-летию Ялтинской конференции
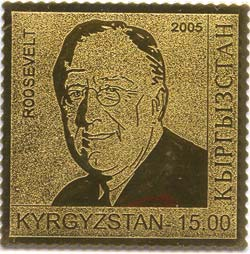
Почтовая марка Кыргызстана

  - Портрет на американском дайме
  - Российская почтовая марка, посвящённая 50-летию Ялтинской конференции
  - Почтовая марка Кыргызстана

## Образ в искусстве

### Киновоплощения
- Джек Янг (озвучивал Арт Гилмор) («Янки Дудл Денди»/«Yankee Doodle Dandy» 1942; «Акция в Северной Атлантике»/«Action in the North Atlantic», 1943; «Это армия»/«This Is the Army», 1943; Миссия в Москву/«Mission to Moscow», 1943; «Up in Arms», 1944 (США)
- Годфри Тирл («Начало или конец»/«The Beginning or the End» (США, 1947)
- Николай Черкасов («Сталинградская битва», 1949)
- Олег Фрелих («Падение Берлина», 1949)
- Станислав Яськевич («Освобождение», 1970—1972; «Солдаты свободы», 1977)
- Иннокентий Смоктуновский («Выбор цели», 1974)
- «Тегеран-43», 1980
- Роберт Римбау («Ялта» (Франция, 1984)
- Джон Войт («Пёрл Харбор», 2001)
- Кеннет Брана («Тёплые источники», 2005)
- Билл Мюррей («Гайд-Парк на Гудзоне», 2012)
- Майкл Уэлш («Другое время», 2015-2018)
- Кайл Маклахлен («Пересекая Атлантику», 2020)
- Игорь Павлов («Начальник разведки», 2022)

### Воплощения в компьютерных играх
- The Political Machine (2004), разблокируемый персонаж в симуляторе президентской кампании в США.
- Hearts of Iron IV (2016), лидер США.
- Sid Meir’s Civilization IV (2005), один из возможных лидеров США.